# Kobe Tai
Carla Carter (n. 15 de enero de 1972), más conocida por su nombre artístico Kobe Tai, es una actriz pornográfica estadounidense de ascendencia taiwanesa y japonesa.

## Biografía
Tai nació en Taipéi, Taiwán y fue posteriormente adoptada por una familia estadounidense de Arkansas cuando tenía cinco meses de edad. Como resultado, tiene doble nacionalidad. Asistió a la Universidad de Arkansas.
Tai se casó con el actor porno Steven Scott, quien actúa bajo el nombre de Mark Davis, en 1997. La pareja se divorció en 1999, pero ella sigue usando el nombre de Carla Scott.
En 2000, dejó la industria anunciando que estaba esperando su primer bebé. Tuvo a un niño, nacido entre finales del 2000 y comienzos del 2001. Volvió a la pornografía en diciembre de 2001; su última película fue Jenna Loves Kobe (Jenna ama a Kobe) con Jenna Jameson. Desde entonces, Tai ha desaparecido de la industria y se especula que la va a dejar para siempre.
Junto con Asia Carrera, Miko Lee y la mexicana Juanita Chong (de ascendencia china) ella es considerada como una de las mejores actrices porno asiáticas de todos los tiempos.
Se define a sí misma como bisexual.

## Carrera en las películas para adultos
Entró en la industria del cine porno en 1996, bajo los nombres de Blake Young y Brooke Young antes de adoptar el nombre de Kobe Tai. Tiene contrato con Vivid Entertainment como actriz exclusiva, y fue la primera asiática con contrato directo con Vivid. Algunos de sus trabajos tempranos son Executions on Butt Row (Ejecuciones en la línea del culo, con Sean Michaels), y Vivid Raw #2 (Crudeza Vivid # 2) con Alex Sanders, su primera producción con Vivid. Es particularmente popular por sus escenas interraciales y lésbicas.
Durante sus años como actriz porno, Kobe Tai era conocida por el enorme entusiasmo y energía que le ponía a su actuación, lo que se puede ver muy bien en algunos de sus trabajos más tempranos.

## Superproducciones
Además de sus roles en películas para adultos, Tai apareció en la superproducción Very Bad Things (Cosas muy malas o malos pensamientos en Latinoamérica) interpretando a una estríper que muere accidentalmente en una fiesta de seis amigos enmarcada en el consumo de drogas y alcohol.
Tai también apareció en el video de monopatinaje The End (El fin). El video fue producido por la compañía de monopatinaje de Tony Hawk, Birdhouse, y también aparecieron otras actrices porno en el segmento en el que apareció Tai.
Además, hizo aparición en The Man Show (El show de hombres) y The Helmetcam Show (El show de la cámara en el casco). Tai hizo también la voz secundaria para la canción de Marilyn Manson, "I Don't Like the Drugs, But the Drugs Like Me", del álbum Mechanical Animals.